# Тартар (Янаульский район)
Тартар (баш. Тартар) — деревня в Янаульском районе Республики Башкортостан Российской Федерации. Входит в состав Кисак-Каинского сельсовета.
Население занято в ООО «Юлдаш».

## География

### Географическое положение
Расположена на реке Бадряшбаш. Расстояние до:
- районного центра (Янаул): 24 км,
- центра сельсовета (Кисак-Каин): 1 км,
- ближайшей ж/д станции (Янаул): 24 км.

## История
Основана во 2-й половине XVIII века башкирами Уранской волости Осинской дороги на собственных землях. 
В 1795 году в 24 дворах проживало 119 человек. По данным VII ревизии — 25 домов и 184 человека, а в 1834 году — 27 дворов и 219 человек. Имелось несколько полигамных семей.
В 1842 году на 219 человек засеяно 720 пудов озимого и 824 пуда ярового хлеба, на каждый из 50 дворов приходилось по 1,7 лошади, 1,9 коровы, 1,6 овцы и 2,2 козы. Отдельным хозяйствам принадлежало 26 ульев и 16 бортей.
X ревизия 1859 года взяла на учет 51 дом и 329 человек.
В 1870 году в деревне Тартарова 3-го стана Бирского уезда Уфимской губернии в 50 дворах — 327 человек (158 мужчин, 169 женщин), все башкиры. Занимались скотоводством, земледелием, лесными промыслами. Имелись мечеть, училище, водяная мельница.
В 1896 году в деревне Байгузинской волости IV стана Бирского уезда — 45 дворов, 377 жителей (195 мужчин, 182 женщины), мечеть. В 1906 году — 278 человек, мечеть
В 1920 году по официальным данным в деревне было 54 двора и 299 жителей (146 мужчин, 153 женщины), по данным подворного подсчета — 321 башкир в 56 хозяйствах.
В 1926 году деревня относилась к Янауловской волости Бирского кантона Башкирской АССР.
В 1939 году население деревни составляло 270 жителей, в 1959 году — 223.
В 1982 году население — около 190 человек.
В 1989 году — 173 человека (75 мужчин, 98 женщин).
В 2002 году — 136 человек (65 мужчин, 71 женщина), башкиры (91 %).
В 2010 году — 117 человек (59 мужчина, 58 женщин).

## Население
| 2002 | 2009 | 2010 |
| ---- | ---- | ---- |
| 136  | ↗144 | ↘117 |